# Thaiderces
Thaiderces is een geslacht van spinnen uit de  familie van de Psilodercidae.

## Soorten
- Thaiderces jian F. Y. Li & S. Q. Li, 2017
- Thaiderces vulgaris (Deeleman-Reinhold, 1995)
  - = Psiloderces vulgaris Deeleman-Reinhold, 1995